# Гост на венчању
„Гост на венчању“ (енгл. The Member of the Wedding) кратки је роман америчке књижевнице Карсон Макалерс, објављен 1946. Главна јунакиња романа је Френки Адамс, збуњена дванестогодишња девојчица, која живи на америчком југу 1944, и која се бори са осећањем усамљености и неприпадања свету. Највећи део радње, која је временски смештена у три дана, одиграва се у кухињи, где Френки у разговорима са Беренис, црнкињом домаћицом, и Џоном Хенријем, шестогодишњим рођаком, исказује своја опсесивна маштања о венчању свога брата Џарвиса са вереницом Џенис, којем треба да присуствује на крају романа.
Макалерс је роман почела да пише недуго након објављивања књиге Одсјаји у златном оку. Пошто је књигу писала пет година, „Гост на венчању“ је имао дугу историју стваралачке генезе, током које је ауторка неколико пута мењала заплет и романескну форму. Такође, мењала је и наслове, те се зна да је првобитни наслов гласио „Млада“, а затим „Млада и њен брат“. Свом супругу Ривсу је у писму објаснила да је ово једно од оних дела у коме и најмања грешка може све да упропасти. Рад на роману је прекинула на шест месеци 1943, када је писала дужу приповетку Балада о тужном кафеу.
Након што је „Гост на венчању“ први пут одштампан, наишао је на топли пријем књижевне критике и један је од оних романа који и данас учвршћују позицију Карсон Макелерс као значајне појаве у америчкој књижевности. На наговор Тенесија Вилијамса Карсон је на темељима заплета романа написала истоимени позоришни комад. Представа је премијерно изведена на Бродвеју 5. јуна 1950. Публика и књижевна критика су позитивно реаговали на саму адаптацију. Комад је игран 501 пут, а награђен је Доналдсоновом наградом и наградом удружења драмских критичара. На основу драме 1952. снимљен је истоимени филм у режији Фреда Зинемана, у којем су Џули Харис и Етел Вотерс репризирале своје улоге из представе. На основу романа/драме снимљене су још две телевизијске филмске адаптације - прва 1982. са Перлом Бејли и Дејном Хил, а друга 1997. са Аном Пакин и Алфром Вудард у главним улогама.
Роман није преведен на српски, али је у домаћим библиотекама могуће наћи хрватски превод Златка Горјана из 1961. под именом „Френки“ („{-Frankie}-“), који је штампан у књизи заједно са романом „Дама и њен војник“